# Большой Бор (Шишковское сельское поселение)
Большой Бор (карел. Šuuri Boru) — деревня в Бежецком районе Тверской области. Входит в состав Шишковского сельского поселения.

## География
Находится в восточной части Тверской области на расстоянии приблизительно 13 км по прямой на запад-северо-запад от районного центра города Бежецк на юго-западном берегу озера Верестово.

## История
Деревня была отмечена еще на карте конца XVIII века. В 1859 году здесь (деревня Бежецкого уезда Тверской губернии) было учтено 28 дворов, в 1978 — 14. До 2015 года входила в Михайловогорское сельское поселение.

## Население
Численность населения: 189 человек (1859 год), 24 (русские 100 %) в 2002 году, 16 в 2010.